# Vic Crowe
Victor Herbert "Vic" Crowe (31. januar 1932 - 21. januar 2009) var en walisisk fodboldspiller (winghalf) og manager.
Crowe tilbragte størstedelen af sin karriere i England, hvor han primært var tilknyttet Aston Villa fra Birmingham. Han spillede for klubben i hele 12 sæsoner og var med til at vinde FA Cuppen i 1957. Han var dog skadet til finalekampen mod Manchester United. Senere i karrieren repræsenterede han også Peterborough United og amerikanske Atlanta Chiefs.
Crowe spillede desuden 16 kampe for Wales' landshold. Han var en del af den walisiske trup til VM i 1958 i Sverige, Wales' eneste VM-deltagelse nogensinde. Han kom dog ikke på banen i turneringen, hvor holdet nåede frem til kvartfinalen.
Efter sit karrierestop var Crowe i flere omgange manager, blandt andet i fire år for sin gamle klub som aktiv, Aston Villa.

## Titler
Engelsk FA Cup
- 1957 med Aston Villa